# Celtic Woman (album)
Celtic Woman is het eerste album van het Ierse muziekensemble Celtic Woman. Celtic Woman was een idee van David Downes en na het succes van hun eerste optreden werd besloten een cd op te nemen. Het album werd uitgevoerd door zangeressen Chloë Agnew, Lisa Kelly, Méav Ní Mhaolchatha, Órla Fallon en violiste Máiréad Nesbitt.

## Nummers
| Nr. | Titel                                                       | Performer(s)                                                               | Duur  |
| --- | ----------------------------------------------------------- | -------------------------------------------------------------------------- | ----- |
| 1.  | Last Rose of Summer (Intro) / Walking in the Air            | Chloë Agnew                                                                | 04:22 |
| 2.  | May It Be                                                   | Lisa Kelly                                                                 | 03:47 |
| 3.  | Isle of Inisfree                                            | Órla Fallon (harp door Órla Fallon)                                        | 03:28 |
| 4.  | Danny Boy                                                   | Méav Ní Mhaolchatha                                                        | 03:26 |
| 5.  | One World                                                   | Chloë Agnew, Órla Fallon, Lisa Kelly, Méav Ní Mhaolchatha                  | 03:50 |
| 6.  | Ave Maria                                                   | Chloë Agnew (harp door Órla Fallon)                                        | 02:56 |
| 7.  | Send Me a Song                                              | Lisa Kelly                                                                 | 04:23 |
| 8.  | Siúil A Rún (Walk My Love)                                  | Órla Fallon                                                                | 03:17 |
| 9.  | Orinoco Flow                                                | Órla Fallon, Lisa Kelly, Méav Ní Mhaolchatha                               | 03:32 |
| 10. | Someday                                                     | Chloë Agnew                                                                | 04:22 |
| 11. | She Moved Thru' the Fair                                    | Méav Ní Mhaolchatha                                                        | 03:31 |
| 12. | Nella Fantasia                                              | Chloë Agnew                                                                | 03:42 |
| 13. | The Butterfly                                               | Máiréad Nesbitt                                                            | 03:02 |
| 14. | Harry's Game                                                | Órla Fallon                                                                | 02:32 |
| 15. | The Soft Goodbye                                            | Chloë Agnew, Lisa Kelly, Méav Ní Mhaolchatha                               | 03:59 |
| 16. | You Raise Me Up                                             | Chloë Agnew, Órla Fallon, Lisa Kelly, Máiréad Nesbitt, Méav Ní Mhaolchatha | 04:34 |
| 17. | The Ashoken Farewell / The Contradiction (Bonus Live Track) | Máiréad Nesbitt                                                            | 04:10 |
| 18. | Sí Do Mhaimeo í (The Wealthy Widow) (Bonus Live Track)      | Máiréad Nesbitt, Méav Ní Mhaolchatha                                       | 02:13 |